# Gerenciamento de nível de serviços
Gerenciamento de nível de serviços é uma disciplina de gestão responsável pelo processo gerencial de planejamento, controle e definição do acordo de nível de serviço.